# 1983 aux échecs
| Années des échecs : 1980 - 1981 - 1982 - 1983 - 1984 - 1985 - 1986    |
| Décennies des échecs : 1950 - 1960 - 1970 - 1980 - 1990 - 2000 - 2010 |

Cet article présente les faits marquants de l'année 1983 aux échecs.

## Tournois et opens
En mars Leonid Yarosh publie dans la revue Shakhmaty v SSSR le premier Babson task.

## Championnats nationaux
- Argentine : Jorge Gomez Baillo remporte le championnat[1],[2]. Chez les femmes, Virginia Justo s’impose.
- Autriche : Adolf Herzog junior remporte le championnat[3]. Chez les femmes, pas de championnat[4].
- Belgique : Richard Meulders et Alain Defize remportent le championnat[5]. Chez les femmes, Simonne Peeters s’impose[6].
- Brésil: Jaime Sunye Neto et Marcos Paolozzi remportent le championnat[7]. Pas de championnat féminin cette année.
- Canada : Pas de championnat[8]. Chez les femmes, non plus[9].
- Chine : Xu Jun remporte le championnat[10]. Chez les femmes, Liu Shilan s’impose.
- Écosse : Colin McNab remporte le championnat[11].
- Espagne : José Garcia Padròn remporte le championnat[12]. Chez les femmes, c’est Mª Pino García Padrón qui s’impose[13].
- États-Unis : Walter Browne, Larry Christiansen et Roman Dzindzichashvili remportent le championnat[14]. Chez les femmes, pas de championnat[15].
- Finlande: Kaarle Ojanen remporte le championnat[16].
- France : Aldo Haik remporte le championnat[17]. Chez les femmes, Julia Lebel-Arias s’impose[18].
- Guatemala : Carlos Armando Juárez[19]
- Inde : Dibyendu Barua remporte le championnat[20].
- Iran : Pas de championnat[21].
- Pays-Bas : Jan Timman remporte le championnat[22]. Chez les femmes, c’est Carla Bruinenberg qui s’impose.
- Pologne : Zbigniew Szymczak remporte le championnat[23].
- Royaume-Uni : Jonathan Mestel remporte le championnat[24].
- Suisse : Andreas Huss remporte le championnat[25]. Chez les dames, c’est Erika Vogel qui s’impose[26].
- RSS d'Ukraine : Dmytro Komarov et Valeri Neverov remportent le championnat[27],[28], dans le cadre de l’U.R.S.S.. Chez les femmes, Viktoria Artamonova s’impose[29].
- République fédérative socialiste de Yougoslavie : Dušan Rajković et Božidar Ivanović remportent le championnat[30],[31]. Chez les femmes, Marija Petrović et Suzana Maksimović s’imposent.

## Divers
- Le Bulgare Kiril Georgiev est le nouveau champion du monde junior.

## Naissances
- 22 janvier : Étienne Bacrot, qui deviendra champion du monde des moins de dix ans puis des moins de douze ans et huit fois champion de France,
- 2 juin : Yannick Gozzoli
- 28 juin : Dmitri Iakovenko, champion d'Europe en 2012.
- 3 octobre : Zeinab Mamedyarova, plusieurs fois championne d'Azerbaïdjan
- 11 octobre : Ruslan Ponomariov, Champion du monde FIDE de 2002 à 2004
- 31 octobre : Aleksandr Grichtchouk

## Nécrologie
- En 1983 : Bechir Kchouk (en), Warwick Nash (en), Franz Auer (en)
- 17 janvier : William Martz (en)
- 14 février : Ludwig Rellstab
- 12 mars : Regina Gerlecka
- 23 avril : Paul Vaitonis
- 19 juin : Alexander Prameshuber (en)
- 5 juillet : María Berea de Montero (en)
- 10 juillet : Ugo Calà (en)
- 18 juillet : Salo Flohr
- 10 septembre : Victor Ciocâltea
- 20 septembre : Eileen Betsy Tranmer
- 18 novembre : Piotr Doubinine
- 3 décembre : James Macrae Aitken
- 5 décembre : János Flesch